# Virtuous Pedophiles
Virtuous Pedophiles ("pedofili virtuosi", in italiano) è un gruppo di supporto comunitario su Internet per pedofili che, pur avendo riconosciuto di provare attrazione sessuale nei confronti di bambini e preadolescenti, non intendono seguire i loro istinti. I membri del gruppo si supportano a vicenda per aiutarsi a condurre delle vite normali, senza quindi compiere abusi sessuali su minori. I membri condividono l'idea che ogni tipo di relazione sessuale tra adulti e bambini sia e sarà sempre sbagliata., e inoltre si impegnano per combattere lo stigma esistente verso i pedofili. I due fondatori del gruppo utilizzano gli pseudonimi Ethan Edwards e Nick Devin; i due fondatori non rivelano le loro vere identità per la paura di venire emarginati, a causa dell'odio generale verso le persone affette da questo disturbo psichiatrico. A maggio 2017, c'erano più di 2.000 utenti registrati sul sito, inclusi genitori di bambini, genitori di pedofili, alcuni sessuologi e molti pedofili di entrambi i sessi.

## Ideologia del gruppo
Il gruppo di Virtuous Pedophiles critica aspramente ogni tipo di sfruttamento nei confronti dei bambini, incluso l'utilizzo di materiale pedopornografico. A differenza di altre organizzazioni di pedofili, Virtuous Pedophiles condivide e rispetta le leggi sulla'età del consenso e invita ogni pedofilo a "vivere una vita felice, produttiva e nel rispetto della legge". Tra i siti web che manifestano un atteggiamento simile ci sono Schicksal und Herausforderung (tedesco per "Destino e Sfida") e il forum ceco ČEPEK.

## Riconoscimento mediatico
L'impegno del gruppo è stato supportato e riconosciuto per i suoi potenziali benefici da alcuni esperti di sessuologia, tra cui Jesse Bering e James Cantor. Cantor ritiene che gruppi del genere possano aiutare a prevenire futuri abusi sui bambini:
Il gruppo è stato menzionato in un articolo del The New York Times del professore di legge Margo Kaplan, a proposito della distinzione tra pedofilia e abusi sessuali sui bambini. Kaplan ha scritto: "Non è che questi individui siano 'inattivi' o che non 'pratichino' la pedofilia, ma piuttosto che la pedofilia è uno stato e non un atto". Nel novembre 2014, un noto programma dell'emittente televisiva britannica Channel 4 sulla pedofilia ha inserito un'intervista con una persona che ha ammesso di avere istinti sessuali nei confronti dei bambini ma di non averli mai seguiti.